# Saison 1 des Enquêtes de Murdoch
Chronologie
Saison 2
La première saison des Enquêtes de Murdoch est constituée de treize épisodes.

## Synopsis
En 1895, le détective William Murdoch résout des crimes grâce à la science. Assité par l'agent George Crabtree et le médecin légiste Julia Ogden, il utilise de nouveaux procédés tels que la recherche d'empreintes digitales ou le détecteur de mensonges. Il est soutenu par son chef l'inspecteur Thomas Brackenreid bien que celui-ci émette parfois des doutes face à ces méthodes.

## Distribution

### Acteurs principaux
- Yannick Bisson (VF : Jean-Philippe Puymartin) : Détective William Murdoch
- Thomas Craig (VF : Patrice Dozier) : Inspecteur Thomas Brackenreid
- Jonny Harris (VF : Luc Arden) : Agent George Crabtree
- Hélène Joy (VF : Dominique Westberg) : Dre Julia Ogden
- Lachlan Murdoch (VF : Philippe Bozo) : Agent Henry Higgins

### Acteurs récurrents
- Maria Del Mar (VF : Laurence Bréheret) : Sarah Pensell (2 épisodes)
- Geraint Wyn Davies (VF : Michel Dodane) : Arthur Conan Doyle (2 épisodes)

### Invités
- Arwen Humphreys (VF : Marie-Laure Dougnac) : Margaret Brackenreid
- Peter Keleghan (VF : Lionel Henry (acteur)) : Terrence Meyers
- Tamara Hope (VF : Edwige Lemoine) : Edna Brooks
- Dmitry Chepovetsky (VF : Pierre Laurent (acteur)) : Nikola Tesla
- Chad Connell (VF : Fabrice Fara) : Alfred de Saxe-Cobourg-Gotha
- Jon Fleming : John Brackenreid
- Daniel Fleming : Bobby Brackenreid
- Stephen McHattie : Harry Murdoch

## Liste des épisodes
1. D’un courant à l’autre
2. La malle ensanglantée
3. Un K.O. si parfait
4. Élémentaire, mon cher Murdoch
5. Mariage de complaisance
6. Lâchez les chiens
7. La Divine Comédie
8. Eaux mortelles
9. La marionnette diabolique
10. Les nouveaux esclaves
11. Meurtres à l'institut
12. Complot royal
13. La planète rouge

### Épisode 1:D’un courant à l’autre
- Canada : 20 janvier 2008 sur Citytv

- Patrick Garrow : Allen Fawkes
- A.C. Peterson : Edwin Dodd
- David Huband : Daniel Pratt
- Kristin Fairlie : Petunia
- Tamsen McDonough : Alice Howard
- Jamie Ferenczi : Manifestante pour les droits des animaux (non-créditée)

### Épisode 2:La malle ensanglantée
- Canada : 27 janvier 2008 sur Citytv

- Rick Roberts : Dr. Gilbert Birkins
- Sarah Orenstein : Clara Pollack
- Allan Royal : Chef Stockton
- Dianne Latchford : Mme. Gibson
- Patrick Stevenson : Delmer Ward
- James Kirchner : Chauffeur de taxi
- Craig Grant : Walter Ayott (non-crédité)

### Épisode 3:Un K.O. si parfait
- Canada : 3 février 2008 sur Citytv

- Phillip Jarrett : Ozzie Beers
- Frank Moore : Jeb Cutler
- Mariah Inger : Fannie Robinson
- Andrew Hinkson : Amos Robinson
- Mike Turner : Bob Sullivan
- Marie-Josée Colburn : Margaret Cutler
- Scott Anderson : Réceptionniste
- Daniel Matmor : Newsman Louis

### Épisode 4:Élémentaire, mon cher Murdoch
- Canada : 10 février 2008 sur Citytv

- Dan Lett : Fredrick Waters
- Tom Barnett : Conrad Hunt
- Chris Ratz : Lisgar Gall
- Alex Poch-Goldin : Hubert Winston
- Kerry Ann Doherty : Ida Winston
- Natalie Roy : Liza

### Épisode 5:Mariage de complaisance
- Canada : 17 février 2008 sur Citytv

- Joel Keller : Thomas Merrick
- Waneta Storms : Eunice McGinty
- James Gallanders : Père Franks
- Natalie Radford : Daisy Hanson
- Steve Cumyn : Lawrence Braxton
- Doug McGrath : Vieux Dan
- Shawn Campbell : Jeffrey
- Gema Zamprogna : Cecile Braxton
- Jeri Craden : Mme. Merrick
- Zack Keller : Wendell Merrick

### Épisode 6:Lâchez les chiens
- Canada : 24 février 2008 sur Citytv

- Dylan Taylor : Phillip Delany
- Lindsey Connell : Jess Lacey
- Shane Daly : Vincent Newcombe
- Michael Rhoades : John Delaney
- Billy MacLellan : Walter Lacey
- Taryn Ash : Mère de Murdoch
- Jacob Ewaniuk : Jeune William Murdoch
- Christopher Dyson : Agent de police

### Épisode 7:La Divine Comédie
- Canada : 2 mars 2008 sur Citytv

- Kate Trotter : Stella Smart
- Paul Miller : Arthur Wellesley
- Amy Rutherford : Ellen Granger
- David Christo : David Martin
- Marty Moreau : Agent Morrison
- Anthony Dunn : Dentiste Murphey
- Robin Archer : Patient

### Épisode 8:Eaux mortelles
- Canada : 9 mars 2008 sur Citytv

- Corey Sevier : Horace Briggs
- Charlotte Sullivan : Minerva Fairchild
- Steven McCarthy : Dr. Isaac Tash
- James Downing : Coach Kane
- Christopher Cordell : Richard Hartley
- Kyle Patrick Clarke : Garçon #1
- Aaron Brand : Garçon #2
- Jon Cor : Pearson
- Robbie Amell : Wallace Driscoll
- Kent Staines : Owens

### Épisode 9:La marionnette diabolique
- Canada : 16 mars 2008 sur Citytv

- Gavin Crawford : Harcourt / Mycroft Grimesby
- Stephen Jackson : Stanley Paulk
- Marilla Wex : Emmy Paulk
- Duncan McLeod : Roderick Grimesby
- Eric Woolfe : Marionnettiste

### Épisode 10:Les nouveaux esclaves
- Canada : 23 mars 2008 sur Citytv

- Daniel Fathers : Calvin Baker
- Robert Dodds : Howard Rookwood
- Catherine Fitch : Flora Rookwood
- Richard Waugh : Peter Watt
- Zoe Cleland : Eva Rookwood
- Jesse Bostick : Charlie
- Rick Howland : Miles Gorman

### Épisode 11:Meurtres à l'institut
- Canada : 31 mars 2008 sur Citytv

- Michael Riley : Dr. Burrit Greyson
- Stephen Bogaert : Richard Binney
- Roger Clown : Francis Grout
- Jane Maggs : Emily Pringle
- Levi MacDougall : Nathaniel Horton
- Catherine McGregor : Katherine Barrington
- Robert Clarke : Andrew Nesbitt
- Valeri Kay : Infirmière Gwen (non-créditée)

### Épisode 12:Complot royal
- Canada : 6 avril 2008 sur Citytv

- Chris Gascoyne : David Jennings
- Vincent Walsh : Eddie Cullen
- Robyn Thaler Hickey : Maggie Gilpatrick
- Michael Hanrahan : Daniel Gilpatrick
- Amber Cull : Ann Ryan
- Kenneth Delaney : John Tucker
- Melissa Kramer : Danseuse
- Ashleigh Hubbard : Danseuse
- Tijana Arnautovic : Danseuse (non-créditée)

### Épisode 13:La planète rouge
- Canada : 13 avril 2008 sur Citytv

- Thomas Mitchell : Jake MacIsaac
- Grahame Wood : Kirk MacIsaac
- Julia Lefebvre : Adrienne Gaston
- Robert Racki : Henri Gaston
- Ian Downie : Fermier
- Joan Heney : Femme du fermier
- Genadijs Dolganovs : Professeur Skrzhinsky
- Allan Royal : Chef Stockton (non-crédité)